# Camp de Rivesaltes

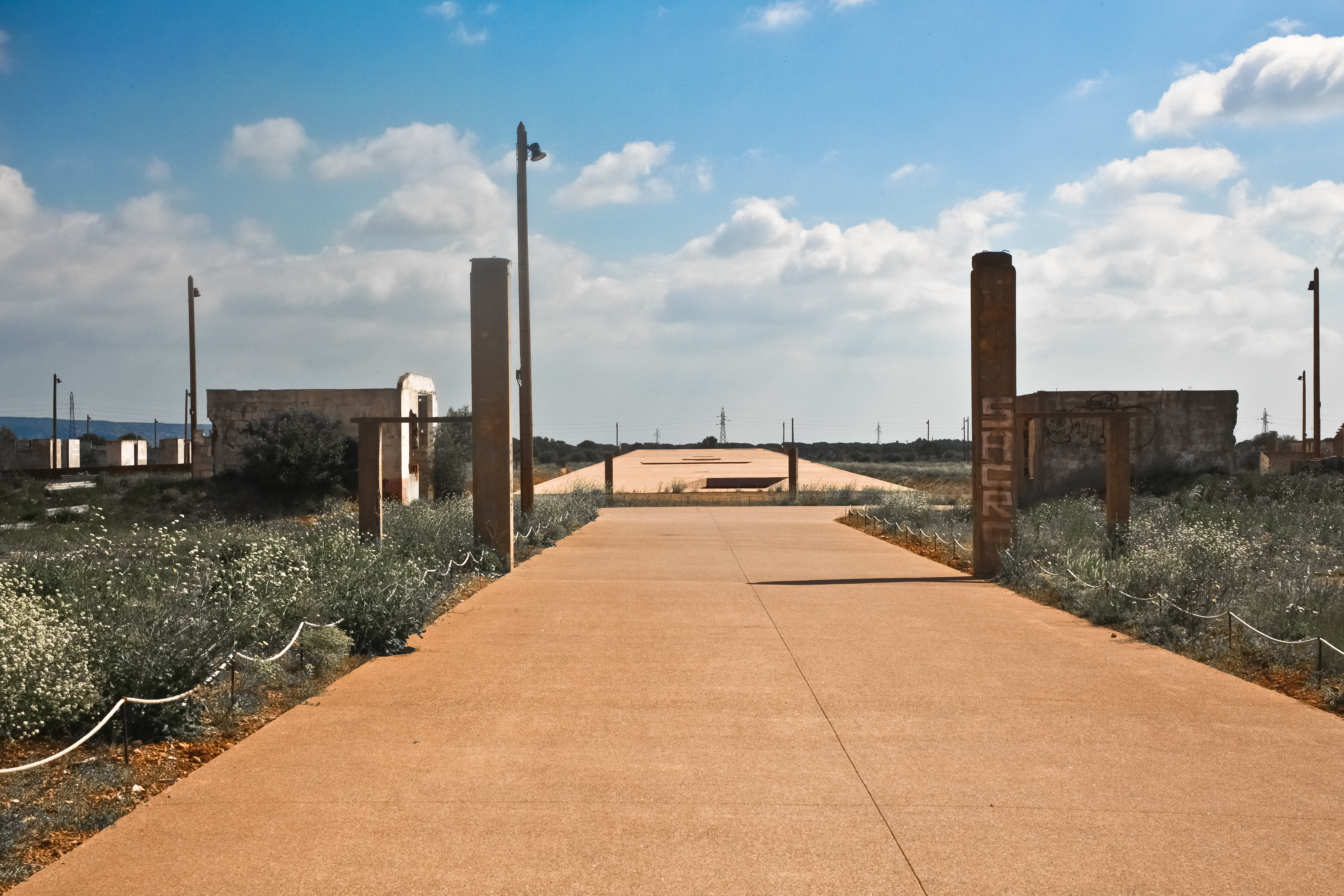
Eingang zum Lager Rivesaltes und der Gedenkstätte

Das Lager Rivesaltes (Französisch Camp de Rivesaltes) wurde 1939 als Militärlager Camp Maréchal Joffre (kurz Camp Joffre) errichtet und diente ab 1941 der Internierung verschiedener Bevölkerungsgruppen. Es befindet sich etwa 45 Kilometer nördlich der spanischen Grenze in der Nähe der Stadt Perpignan im französischen Département Pyrénées-Orientales. (Lage) Vier Fünftel des 612 Hektar großen Campgeländes befinden sich auf dem Gemeindegebiet von Rivesaltes und ein Fünftel auf dem von Salses-le-Château. Er wird in seinem Zentrum von der Departementstraße (D 900) Rivesaltes-Opoul durchquert und ist an das Eisenbahnnetz Narbonne-Perpignan angeschlossen.
Ab Januar 1941 wurden spanische Bürgerkriegsflüchtlinge, nicht sesshafte Bevölkerungsgruppen ("Zigeuner") aus dem Elsass und ausländische Juden in dem 1939 zu militärischen Zwecken errichteten Lager "Joffre" interniert. Die wohl dunkelste Periode in der Geschichte des Lagers begann im August 1942, als es zum Hauptsammellager für die aus Deutschland deportierten und in Frankreich in der "freien Zone" unter der Vichy-Regime/deutschen Besatzung gefangenen Juden erklärt wurde. Bis November 1942 wurden etwa 2.300 von ihnen von Rivesaltes über das Sammellager Drancy (bei Paris) in das NS-Vernichtungslager Konzentrationslager Auschwitz deportiert.
Ein weiteres entscheidendes Kapitel war der Algerienkrieg im Jahr 1962 (auch nach der algerischen Unabhängigkeit), in dessen Folge die zivilen algerischen Hilfstruppen der französischen Armee in Algerien, die sogenannten "Harkis", ab September in dem Lager "angesiedelt" (untergebracht) wurden. Bis Dezember 1964 hatten mehr als 20.000 Harkis das Lager durchlaufen.
Zur jüngeren Geschichte des Lagers gehört der Bau eines Abschiebegefängnisses, das sich von 1985 bis 2007 auf dem Gelände befand.

## Geschichte

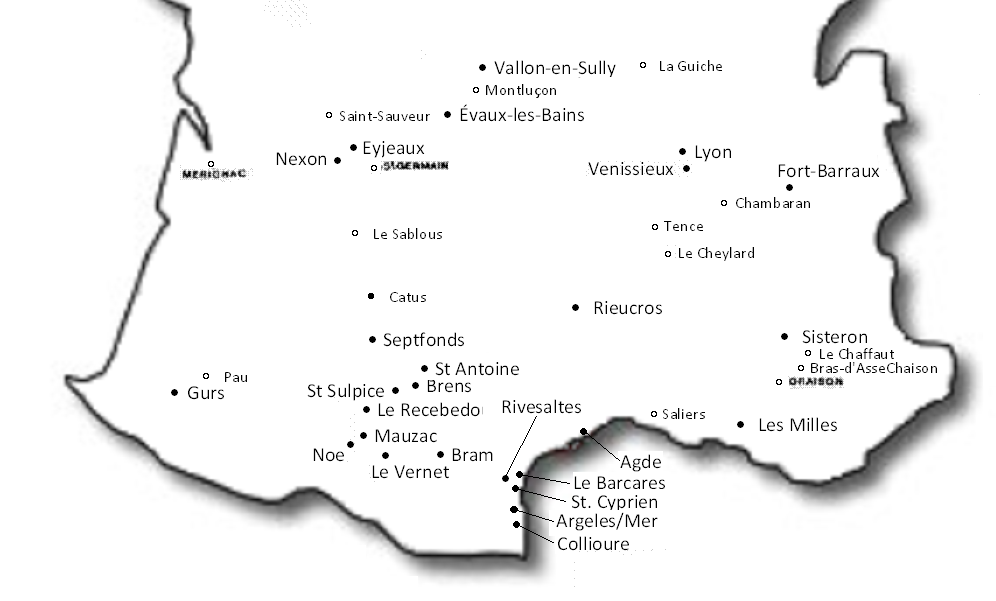
Internierungslager in Südfrankreich nach dem Ende des Spanischen Bürgerkriegs, 1939

### Nutzung des Lagers Rivesaltes seit 1939
Ursprünglich war das Lager "Joffre" für die Stationierung der im Departement stationierten Kolonialtruppen und die Mobilisierung der in der Militärregion befindlichen Wehrpflichtigen vorgesehen. Die ersten Überlegungen zur Einrichtung eines Militärlagers in der Region Rivesaltes gehen auf die Mitte der 1920er Jahre zurück. Es gibt konkrete Hinweise auf den Bau des Lagers ab Oktober 1939. Im Gegensatz zu den Auffanglagern, die Anfang 1939 für Flüchtlinge aus dem Spanischen Bürgerkrieg an den Stränden des Departements in Argelès-sur-Mer, Saint-Cyprien und Collioure eingerichtet wurden, war das Lager von Rivesaltes zunächst ausschließlich für militärische Zwecke bestimmt.
Am Aufbau des Lagers waren vor allem ausländische Arbeitsgruppen beteiligt, die aus Bürgerkriegsflüchtlingen aus Spanien bestanden.
Vom Ausbruch des Zweiten Weltkriegs bis zum Französischer Feldzug der deutschen Wehrmacht diente das Lager eigentlich als Ausbildungs- und Durchgangskaserne für Wehrpflichtige und für die Stationierung von Kolonialtruppen. Mit der Unterzeichnung des Waffenstillstandsabkommen zwischen dem Drittes Reich und Frankreich im Juni 1940 verlor das Lager seine Bedeutung, da die Zahl der französischen Truppen auf 100.000 Mann begrenzt wurde. Von da an wurde es als Zentrum für die Demobilisierung von regulären und kolonialen Einheiten genutzt.

### Internierungslager Rivesaltes – Januar 1941 bis November 1942
Es war das Vichy-Regierung unter Maréchal Pétain, das das Potenzial des Lagers für seine "nationale Revolution" erkannte. Die besonderen Umstände im Lager Gurs sollten jedoch ausschlaggebend für die Umstrukturierung und Ausweisung des Lagers Rivesaltes als Internierungslager sein.
Um ihre Politik der Erneuerung der französischen Gesellschaft umzusetzen, benutzte die Vichy-Regierung die unter der Dritten Republik als Auffanglager für spanische Bürgerkriegsflüchtlinge eingerichteten Internierungslager.
Was bis dahin eine Ausnahme gewesen war, wurde nun zum Grundpfeiler der politischen Existenz von Vichy. Die institutionalisierte Fremdenfeindlichkeit und der latente Antisemitismus des Vichy-Regimes manifestierten sich in Gesetzeserlassen und erreichten ihren ersten Höhepunkt mit der Veröffentlichung des ersten Judenstatuts am 18. Oktober 1940, das die Internierung ausländischer Juden in speziellen Lagern erlaubte. Die besondere Bedeutung des Statuts zeigte sich in der Wagner-Bürckel-Aktion, bei der Juden aus Baden, der Pfalz und dem Saarland ausgewiesen und nach Frankreich deportiert wurden. In der ersten großen Massendeportation wurden am 22. Oktober 1940 rund 6540 Juden aus den südwestdeutschen Reichsgebieten in die sogenannte "freie Zone" deportiert. Auf der Grundlage des Judenstatuts wurden die letzteren zwischen dem 24. und 25. Oktober 1940 deportiert. Oktober 1940 in das von spanischen Bürgerkriegsflüchtlingen errichtete Camp de Gurs bei Oloron-Sainte-Marie im Pyrénées-Atlantiques. Das schlechte Wetter und die durch die Ankunft verursachte Überbelegung führten schnell zu den ersten Todesfällen. Nach einigen Wochen wurde die Situation so kritisch, dass sich die Regierung von Vichy unter dem Druck der ausländischen Presse gezwungen sah, etwas gegen die Internierungskrise zu unternehmen.

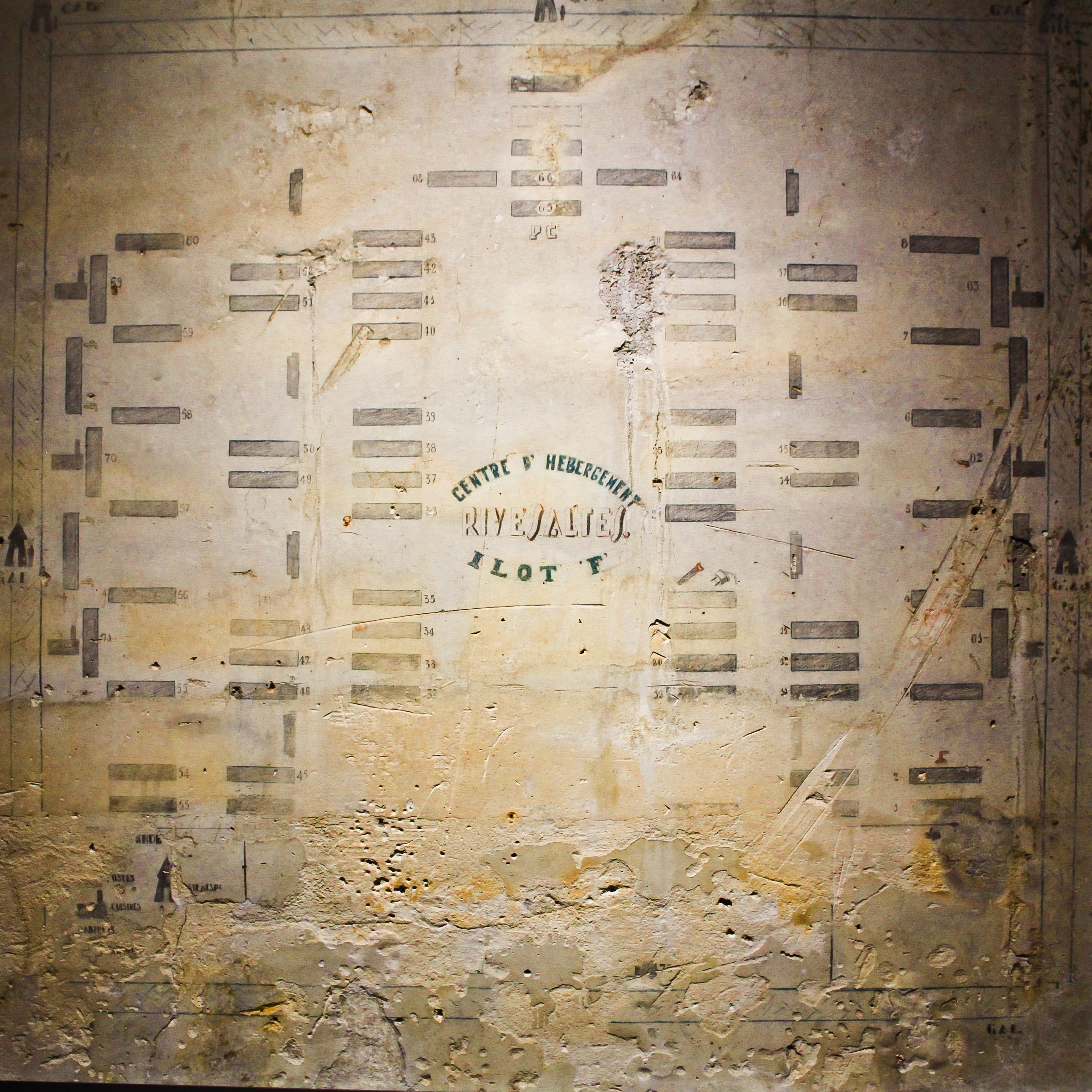
Plan des Lagerabschnitts F

Um der Situation Herr zu werden, übertrug Vichy dem Innenministerium 600 Hektar des Militärlagers von Rivesaltes, um dort ein "Unterbringungszentrum" für Familien einzurichten. Die offizielle Eröffnung dieses Lagers fand am 14. Januar 1941 statt. Zunächst wurden Bürgerkriegsflüchtlinge und Roma (von denen viele aus dem Elsass kamen) aus benachbarten Lagern nach Rivesaltes gebracht. Im März fanden schließlich zwei große Transporte aus dem Lager Gurs statt, die vor allem jüdische Familien aus den Reichsgebieten nach Rivesaltes brachten. Das als Vorzeigelager beworbene "Familienzentrum" erwies sich jedoch schnell als äußerst ungeeignet für die Unterbringung von Kindern. Auf einem wüstenähnlichen Plateau gelegen, war das Lagergelände im Sommer der erdrückenden Mittelmeersonne und im Winter dem eisigen Tramontane-Wind ausgesetzt. Außerdem wurden nur sieben der sechzehn ursprünglich geplanten Abschnitte des Lagers fertig gestellt (F-J-K-E-B-Q-O). Der einzige Vorteil des Lagers bestand in den Baracken aus faserverstärktem Beton, die aufgrund ihrer einfachen Konstruktion sehr schnell errichtet werden konnten. Im April 1941 wurden die etwa 1.200 aufgenommenen jüdischen Häftlinge unter einem organisatorischen Vorwand in den Lagerabschnitt B verlegt. Es war der am schlechtesten gewartete Teil des gesamten Lagers.

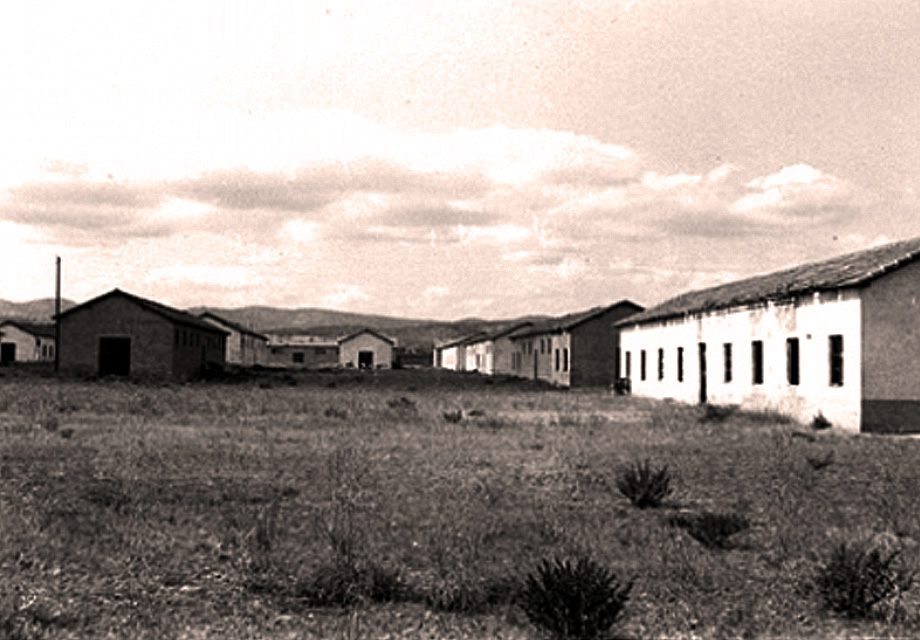
Das Camp de Rivesaltes 1942

Das Lager wurde vom Hauptmann der Reserve David-Gustave Humbert geleitet. Er organisierte den Tagesablauf und die Überwachung aller Internierten. Bei der Ankunft im Lager wurden die Häftlinge getrennt: Frauen und ihre Kinder unter 14 Jahren wurden von den Männern getrennt und gesondert untergebracht. Die Sonderregelung für das Lager Rivesaltes sah ein Besuchsrecht zwischen den Familienmitgliedern vor, und die Mahlzeiten wurden gemeinsam eingenommen. Diese Regelungen wurden jedoch im Laufe der Zeit immer mehr eingeschränkt.

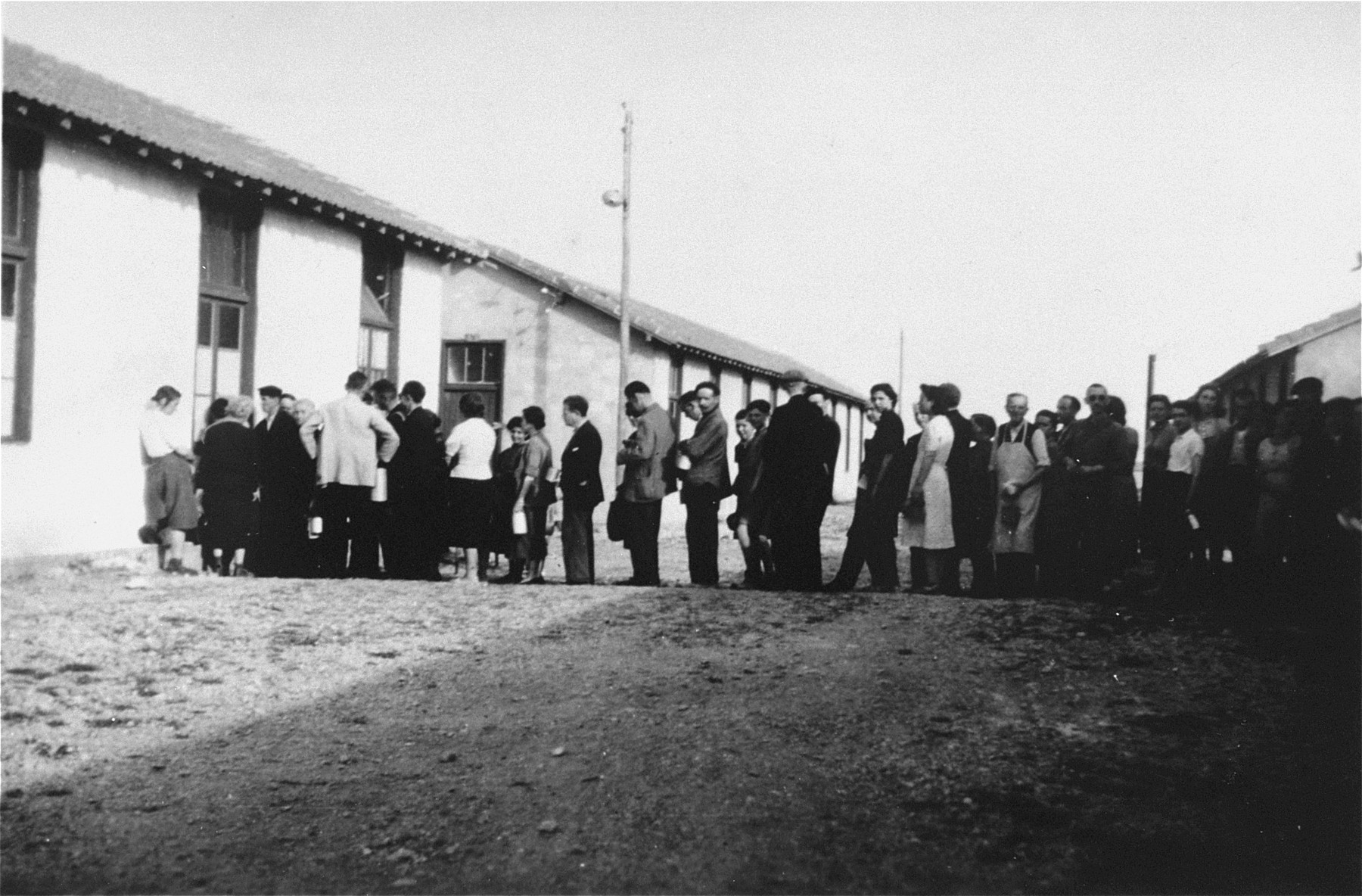
Häftlinge in Rivesaltes stehen Schlange, um von Hilfsorganisationen verteilte Lebensmittel zu erhalten, März 1942

Die besonders schlechte Versorgung mit Lebensmitteln und die mangelnde Hygiene im Lager führten schon früh zum Ausbruch von Epidemien und zu ersten Todesfällen. Um eine weitere Internierungskrise zu verhindern, gewährten die Regierung und die Lagerbehörden den Hilfsorganisationen größere Handlungsfreiheit. Die im Lagerabschnitt J ansässigen Hilfsorganisationen kümmerten sich besonders um die Kinder. Das Komitee von Nîmes war für die Koordinierung der Hilfsmaßnahmen verantwortlich. Während sich der Hunger der Lagerinsassen zunächst nur geringfügig änderte, ging es den Hilfsorganisationen vor allem darum, soziale Bedingungen zu schaffen. Nach einigen Monaten lagen die medizinische Versorgung, die Verpflegung, die Kinderbetreuung und die Jugendwerkstätten fast ausschließlich in den Händen von Hilfsorganisationen wie dem OSE, dem YMCA, der SSE, dem ORT, der Schweizerischen Arbeitsgemeinschaft für kriegsgeschädigte Kinder (SAK) und ab 1942 der Kinderhilfe des Schweizerischen Roten Kreuzes. Die Mitarbeiter dieser Organisationen, wie Friedel Bohny-Reiter, Emma Ott, Elsa Lüthi-Ruth und Vivette Hermann (später Samuel), gehörten zu den "residenten Krankenschwestern", die sich freiwillig im Lager zur Verfügung stellten.
Für die Häftlinge gab es nur wenige Möglichkeiten, der Realität des Lagers zu entkommen. Bis zur Zwangsrekrutierung im März 1942 konnten sich alle Männer zwischen 18 und 55 Jahren einer ausländischen Arbeitsgruppe anschließen. Allerdings waren die Arbeits- und Lebensbedingungen auf den Baustellen meist noch schlechter als das Leben im Lager selbst. Die nächsten Möglichkeiten waren die Beantragung der Freilassung oder die Auswanderung. Für die wenigsten von ihnen wurde ihr Antrag jedoch zur Realität. Die letzte Möglichkeit war die Flucht aus dem Lager, aber die meisten wurden nach sehr kurzer Zeit wieder eingefangen und repatriiert.

#### Deportation Drancy – Auschwitz
Im Sommer 1942 änderte sich die Situation für die jüdischen Häftlinge des Lagers drastisch. Die unter deutschem Druck verschärfte Vichy-Kollaborationspolitik führte im Rahmen der auf der Wannseekonferenz koordinierten "Endlösung der Judenfrage" zur Sammlung der sogenannten "Israeliten" in der unbesetzten Zone. Zu diesem Zweck wurden Teile des Lagers Rivesaltes in ein Sonderlager umgewandelt, das aus den Lagerabschnitten K und F bestand und in dem bis zu 7000 jüdische Menschen untergebracht werden sollten. Am 11. August 1942 wurde das Sonderlager zunächst zu einem "regionalen Zentrum" und schließlich am 25. August zu einem "nationalen Zentrum für die Sammlung von Israeliten" erklärt. Eine präfektorale Segregationskommission entschied über die Anwendbarkeit der Ausnahmeregelungen für die Zusammenstellung der Deportationszüge nach Drancy, die im Laufe der Wochen immer mehr eingeschränkt wurden. 

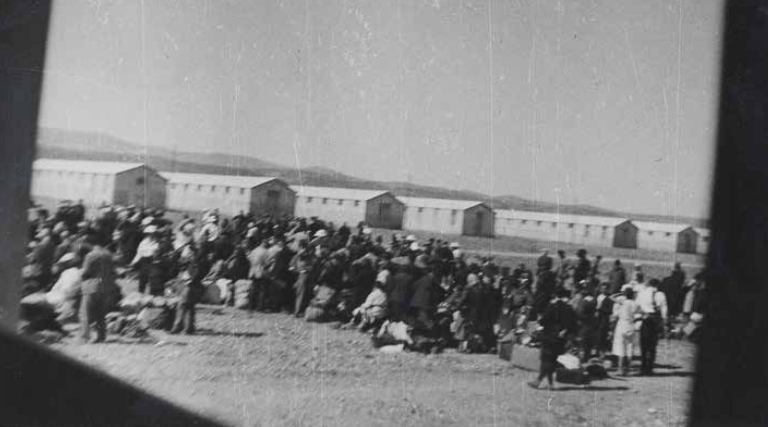
Warten auf den Deportationszug am 5. Oktober 1942

Insgesamt neun Deportationszüge verließen das Lager Rivesaltes in Richtung Drancy. In den Waggons befanden sich 2.313 Menschen, von denen die meisten über das Sammellager Drancy in das Vernichtungslager Auschwitz deportiert wurden. Im August 1942, am 11. und 26. August, wurden zwei Transporte zusammengestellt. Fünf weitere Transporte starteten im September von Rivesaltes aus, am 1., 4., 14., 21. und 28. September. Die letzten beiden Züge wurden schließlich am 5. und 20. Oktober nach Drancy geschickt. Bevor das Internierungs- und Sonderlager Rivesaltes am 24. November 1942 endgültig geschlossen wurde, wurden die verbliebenen Häftlinge auf die umliegenden Lager verteilt. Zu diesem Zeitpunkt befanden sich bereits Wehrmachtseinheiten in Rivesaltes.

#### Gerettete Überlebende
- Margot Wicki-Schwarzschild, 1931–2020, deportiert aus Kaiserslautern, gerettet von Friedel Bohny-Reiter[18]
- Ursel Bud[19]

### Militärische Besetzung durch die Wehrmacht – November 1942 bis August 1944
Die Übernahme des Lagers Rivesaltes durch die Wehrmacht erfolgte aufgrund der Kriegsereignisse im November 1942. Als Reaktion auf die Britisch-Amerikanische Landung in Nordafrika am 8. November startete das Oberkommando der Wehrmacht die Operation "Anton". Am Morgen des 11. November erhielten die dafür vorgesehenen Einheiten ihren Marschbefehl zum Vormarsch in die südliche Zone Frankreichs. Ziel der sogenannten "Operationstruppen" war der Mittelmeerraum, um dort eine neue Verteidigungslinie, die Mittelmeer-Küstenfront, zu errichten.
Die Invasion des südlichen Küstensektors, der sich von Montpellier bis zur spanischen Grenze erstreckte, wurde insgesamt drei Divisionen anvertraut. Die ersten Einheiten der 7. Panzerdivision erreichten das Lager von Rivesaltes am Morgen des 12. November, die Übernahme fand Ende November statt. Ab diesem Zeitpunkt folgte die Einquartierung der einzelnen Truppenteile.
Vor allem Einheiten der 326. Infanterie-Division befanden sich im Lager. Die Division war zwischen Dezember 1942 und Februar 1944 mit der Organisation des Küstenschutzes in diesem Sektor beauftragt. Der Abschnitt der Küstenverteidigung von Leucate bis Cerbère wurde dem 751. Grenadier-Regiment unterstellt. Grenadier-Regiment unterstellt. Im April 1943 bezog das erste Bataillon als mobile Reserve dauerhaft Quartier im Lager, wenn auch mit Unterbrechungen. Die im Lager einquartierte Einsatztruppe scheint über insgesamt sechs Abteilungen verfügt zu haben, darunter eine Abteilung für die Lagerung von Munition. Das Lager war mit bis zu 3.000 Mann besetzt und wurde auch für die Ausbildung der Truppen genutzt.
Nach der italienischen Kapitulation im September 1943 übernahm die Wehrmacht die Kontrolle über den von den Italienern besetzten Küstenabschnitt von La Ciotat bis Menton. Teile der italienischen Truppen, die sich auf dem Rückzug befanden, wurden von den deutschen Einsatztruppen entwaffnet und durch das Lager Rivesaltes geschleust. Zwischen Ende September und Anfang Oktober 1943 befanden sich rund 1.300 Soldaten der italienischen Armee auf dem Lagergelände. Knapp einen Monat später wurden auch rund 1.500 weißrussische Soldaten in das Lager eingeliefert. Es scheint, dass diese italienischen und weißrussischen Soldaten anschließend in das Reichsgebiet geschickt wurden, um für die deutsche Kriegsindustrie zu arbeiten.
Die Erklärung eines etwa 30 Kilometer breiten Küstenstreifens zur Kampfzone Mitte Januar 1944 betraf auch das Lager Joffre. Das Grenadierregiment 751, das zu diesem Zeitpunkt im Lager einquartiert war, wurde einen Monat später zusammen mit der gesamten 326. Infanteriedivision nach Nordfrankreich verlegt. Infanterie-Division nach Nordfrankreich verlegt. Letztere wird Ende März 1944 durch die 272nd Infantry Division ersetzt, um den Küstenschutz zu übernehmen. Das Feld-Ersatz-Bataillon 272 wird im Lager Rivesaltes einquartiert. Die an der Ostfront zerschlagene und in Südfrankreich neu aufgestellte Infanterie-Division blieb bis zum 1. Juli 1944, als sie in die Normandie verlegt wurde, wo sie an der Abwehrkampf gegen die Alliierten teilnahm.
Die letzten Einheiten, die das Lager besetzten, gehörten zum 716. Infanteriedivision, das in der Normandie zerschlagen worden war. Die Einheiten der Division hatten den Auftrag, den Küstenabschnitt von Anfang Juli bis Ende August 1944 zu verteidigen. Infolge der alliierten Operation Dragoon am 15. August 1944 in der Provence wurde die 716. Infanteriedivision zum Rückzug aufgefordert. Der Rückzug der Divisionsverbände sollte bis spätestens 19. August abgeschlossen sein. Während des Rückzugs kam es zu gelegentlichen Gefechten mit den FFI, und auch Kolonnen, die vom Lager Rivesaltes in Richtung Narbonne zogen, wurden angegriffen. Es ist nicht bekannt, ob es im Lager selbst zu Kämpfen kam. Nach dem Rückzug der Wehrmacht wurde das Lager von FFI-Kämpfern in Besitz genommen. Der größte Teil des vorgefundenen Lagers war zerstört und geplündert worden. Allerdings sind nicht alle Schäden am Lager auf die dort stationierten Wehrmachtseinheiten zurückzuführen.
Über die genaue Nutzung des Lagers durch die einquartierten Divisionseinheiten ist wenig bekannt. Wie bereits erwähnt, kann davon ausgegangen werden, dass das Lager hauptsächlich zur Einquartierung mobiler Einheiten und zur Truppenausbildung genutzt wurde. Das im Lager befindliche Munitionsdepot lässt vermuten, dass auch Material für die Küstenverteidigung gelagert wurde, u. a. zur Verminung der Strände im Departement.
Nach den Befreiungsschlachten übernahmen die französischen Behörden das Lager Rivesaltes wieder. Wie vor der Besetzung durch die Wehrmacht wurden zwei Verwaltungsbereiche geschaffen, "von denen der erste dem Kriegsministerium und der zweite dem Innenministerium übertragen wurde". Im Rahmen der Politische Säuberung wurde im zivilen Teil des Lagers ein "Centre de séjour surveillé" eingerichtet und der militärische Teil erhielt seine ursprüngliche Funktion zurück.

### Centre de séjour surveillé und Kriegsgefangenenlager – September 1944 bis Mai 1948
Fast parallel zueinander befanden sich im Lager Rivesaltes ein Centre de séjour surveillé für politische Säuberungen und ein Kriegsgefangenenlager. Das im September 1944 im zivilen Bereich eingerichtete Center de séjour surveillé nahm hauptsächlich Personen auf, die der Kollaboration mit dem Feind beschuldigt wurden. Im Dezember 1944 wurde im militärischen Bereich das "Kriegsgefangenenlager 162" für Soldaten der Achsenmächte eröffnet.
Die wegen politischer Säuberung internierten Häftlinge befanden sich im Lagerabschnitt Q. Zur Jahreswende 1944/45 waren in diesem Abschnitt etwa 1100 Kollaborateure, Schwarzmarkthändler und Personen, die des illegalen Grenzübertritts beschuldigt wurden, interniert. Die Häftlinge wurden nach und nach wieder in die Gesellschaft eingegliedert, bis das Lager am 25. Dezember 1945 offiziell aufgelöst wurde.
Das Kriegsgefangenenlager 162 wurde am 16. Oktober 1944 eröffnet und dem Bataillonskommandeur Delpont unterstellt. Bis Juni 1945 befanden sich zunächst nur einige hundert Gefangene in dem Lager. Es handelte sich hauptsächlich um ehemalige italienische Soldaten. Als die Amerikaner deutsche Kriegsgefangene an die Franzosen übergaben, änderte sich die Situation im Lager bis Ende 1945. Die französische Übergangsregierung forderte diese Kriegsgefangenen an, um sie für den Wiederaufbau des Landes und seiner Wirtschaft einzusetzen, obwohl dies den Genfer Konventionen von 1929 widersprach. Insgesamt wurden bis Ende 1945 rund 740.000 deutsche Kriegsgefangene nach Frankreich deportiert, hinzu kamen weitere 200.000, die während der Kämpfe von französischen Truppen gefangen genommen worden waren. Bis September 1945 waren über 10.000 deutsche Kriegsgefangene dem Lager Rivesaltes zugeteilt.
Aufgrund der Überbelegung, des Nahrungsmangels und der schlechten hygienischen Bedingungen im Lager brachen im Sommer 1945 unter den deutschen Zwangsarbeitern Epidemien aus. Obwohl sich die Gesamtsituation ab November deutlich verbesserte, starben über 500 Kriegsgefangene an den Folgen von Krankheiten. Die meisten von ihnen wurden auf dem örtlichen Friedhof in Rivesaltes und später im Lager selbst beigesetzt.
Die Arbeitseinsätze der Kriegsgefangenen wurden sowohl von den militärischen als auch von den zivilen Behörden festgelegt. Das Militär setzte die Kriegsgefangenen zunächst zur Entminung des Küstengebiets im Departement ein. Es wurden so genannte "Kommandos" gebildet, die unter Aufsicht aus dem Lager entlassen wurden. Später wurden solche Kommandos auch zum Abbau von Eisenerz in den Minen des Canigou-Massivs, in einer Goldmine und zur Straßenreparatur eingesetzt. Die Arbeit der Häftlinge wurde jedoch hauptsächlich in der örtlichen Landwirtschaft eingesetzt. Hier diente das Lager Joffre als Verteilungslager für Landwirte in der Großregion, um billige Arbeitskräfte anzuwerben.
Ab 1946 ging die Zahl der Kriegsgefangenen im Lager stetig zurück. Dies war auf die zu Beginn des Jahres begonnenen Repatriierungen zurückzuführen. Im Sommer 1947 erhielten die Kriegsgefangenen die Möglichkeit, den Status eines so genannten "freien Arbeiters" zu erwerben, wenn sie sich freiwillig bereit erklärten, in Frankreich zu bleiben. Durch die Unterzeichnung eines Arbeitsvertrags erhielten sie die gleichen Rechte wie französische Arbeitnehmer. Die letzten Entlassungen fanden im April 1948 statt und das Kriegsgefangenenlager 162 wurde am 1. Mai offiziell aufgelöst.
In den folgenden Jahren wurde das Lager wieder hauptsächlich für militärische Zwecke genutzt. Zur Jahreswende 1951/52 wurden auf dem Lagergelände Ausbildungszentren eingerichtet, doch die weitere Nutzung des Lagers für die Internierung einer zivilen Bevölkerungsgruppe ist mit dem algerischen Unabhängigkeitskrieg verbunden.

### Auffanglager für Harkis nach dem Algerienkrieg – September 1962 bis Dezember 1964
Mit dem Evian-Abkommen im März 1962 und der Unabhängigkeitserklärung Algeriens im darauffolgenden Juli ging ein achtjähriger Konflikt zwischen Frankreich und einer seiner Kolonien, die bis dahin als Departement galt zu Ende. Die so genannten "Ereignisse von Algerien" waren letztlich ausschlaggebend für den Untergang der IV. Republik und die Gründung der V. Republik unter General de Gaulle.
Im Rahmen des Rückzugs der französischen Armee aus Algerien geriet die Nutzung des Lagers Joffre in Rivesaltes wieder ins Visier der militärischen und zivilen Behörden. Zwischen Januar und Juli 1962 wurde dort ein Gefängnis für Kämpfer der Nationalen Befreiungsfront Algeriens (FLN) eingerichtet. In dieser Zeit wurde auch das 1. algerische Gewehrregiment auf französischen Boden zurückgebracht und im Lager Joffre einquartiert.
Die Aufnahme der sogenannten "Harkis" erwies sich jedoch für die französischen Militär- und Zivilbehörden als problematisch. Dabei handelte es sich ursprünglich um lokale Kämpfer, die im Algerienkonflikt zusätzliche Einheiten für die französische Armee bildeten, aber einen zivilen Status behielten. Später wurde der Begriff "Harkis" fälschlicherweise zu einem Sammelbegriff für alle Einheimischen, die für die französischen Kolonialbehörden in Algerien arbeiteten.
Die Umsiedlung der Harkis nach Kontinentalfrankreich stellte die Repatriierungsbehörden vor eine Reihe von Problemen. Im Rahmen der größten Bevölkerungsbewegung, die Frankreich im 20. Jahrhundert erlebte, als über eine Million sogenannter "pieds-noirs" auf den europäischen Kontinent zogen, wurde die Bevölkerungsgruppe der Harkis als nicht anpassungsfähig an die französische Gesellschaft angesehen. Um die Zahl der umsiedlungswilligen Harkis so weit wie möglich zu begrenzen, wurde am 20. März 1962 ein Dekret erlassen, das ihnen die Möglichkeit gab, in die reguläre Armee einzutreten, gegen eine Entlassungsprämie ins Zivilleben zurückzukehren oder ihren Rekrutierungsvertrag um sechs Monate zu verlängern. Trotz dieser Maßnahmen kamen zwischen 1962 und 1965 etwa 85.000 einheimische Kolonialarbeiter und ihre Familien nach Frankreich.
Das Lager in Rivesaltes war mit Abstand das Lager, das die meisten Harkis aufnahm. Zwischen September 1962 und Dezember 1964 wurden etwa 22.000 Harkis und ihre Familien durch das Lager geschleust. Für diese Bevölkerungsgruppe war der „Dienst für die Aufnahme und Integration von indochinesischen und muslimischen Franzosen“ zuständig. Obwohl das Hauptziel der Behörden sicherlich die Integration war, diente die Aufnahme in das Lager auch dem Schutz und der besonderen Überwachung einer Bevölkerungsgruppe, die in der französischen Gesellschaft unerwünscht war. Der Aufenthalt im Lager wurde unter anderem damit begründet, dass die Gefahr des Überlaufens zur bewaffneten Organisation de l’armée secrète (OAS) bestehe. – Geheimorganisation (OAS), d. h. zu einer Organisation, die im Namen von Französisch-Algerien Terroranschläge gegen die Regierung und die Befürworter des Abkommens von Evian verübte.
Um der Gefahr einer Fortsetzung des Algerienkonflikts auf französischem Boden vorzubeugen, bestanden die Regierungsbehörden auf strenger Disziplin im Lager. Grund dafür war die Befürchtung eines möglichen Einflusses rechts- und linksextremistischer Gruppen auf die Lagerinsassen und die Gefahr der Plünderung des angrenzenden Munitions- und Waffendepots. Verschiedene Vorfälle in und um das Lager veranlassten die Regierung, diese Disziplinarmaßnahmen zu verschärfen.
Die Lebensbedingungen im Lager waren bei der Ansiedlung der Harkis im Sommer 1962 äußerst schwierig, da die Instandsetzungsarbeiten an den Baracken und Sanitäranlagen zu diesem Zeitpunkt noch nicht begonnen hatten. Erst im Oktober begannen die militärischen Pioniere mit den Arbeiten, die in der ersten Hälfte des Jahres 1963 abgeschlossen werden sollten. Während dieser Zeit lebten die Harki-Familien in mehreren Zeltlagern, die als Übergangslösung direkt neben den baufälligen Gebäuden errichtet wurden. In Anbetracht der außergewöhnlichen Regenfälle Mitte Oktober und der orkanartigen Winde des bevorstehenden Winters waren die Lebensbedingungen in diesen Monaten besonders schwierig. Zunächst kamen Hilfsorganisationen zur Hilfe und versorgten die meist enteigneten Insassen unter anderem mit Kleidung.
Im Laufe der Jahre wurde das Hauptziel, diese Bevölkerungsgruppe in die französische Gesellschaft zu integrieren, nie vergessen. In Südfrankreich wurden die meisten Harkis in speziell errichteten Siedlungen untergebracht, in denen sie Aufforstungsarbeiten durchführen sollten ("hameaux de forestage") und die bis 1982 bestanden. Eine weitere größere Gruppe wurde in die Schwerindustriegebiete Nordfrankreichs und Lothringens verlegt. Vor der offiziellen Schließung des Durchgangslagers für Franzosen nordafrikanischer Abstammung am 31. Dezember 1964 verblieben im Lager Joffre nur noch einige Insassen, die als nicht anpassungsfähig galten.
In den 1980er Jahren hatten die Militärbehörden die Kontrolle über das Lagersystem zurückgewonnen. Von diesem Zeitpunkt an wurde ein Abschiebegefängnis eingerichtet, in dem wieder Zivilisten untergebracht wurden.

### Abschiebegefängnis für Einwanderer ohne Aufenthaltsgenehmigung – Januar 1985 bis Dezember 2007
Das Gesetz vom 29. Oktober 1981 erlaubte es den französischen Behörden, Einwanderer ohne legalen Aufenthaltsstatus bis zu ihrem weiteren Aufenthalt, in der Regel bis zu ihrer Abschiebung in ihr Heimatland, in sogenannten "Centres de rétention administrative" (CRA) festzuhalten. Ein solches CRA bestand von 1985 bis 2007 auf einem Teil des ehemaligen Lagergeländes, das damals hauptsächlich vom Militär genutzt wurde und als militärisches Sperrgebiet galt.
In diesen 22 Jahren durchliefen über 20.000 Menschen das Deportationsgefängnis von Rivesaltes. Viele von ihnen waren auf der Durchreise durch den europäischen Kontinent und hatten kaum Zeit in Frankreich verbracht. Das Gebäude der ehemaligen CRA enthielt neben kleinen Räumen für die Häftlinge auch Gemeinschaftsbäder, einen Aufenthaltsraum, Telefonzellen und einen sehr kleinen Büroraum. Während der Zeit, in der das Abschiebegefängnis genutzt wurde, engagierte sich die CIMADE, eine französische Flüchtlingsorganisation, besonders für die Inhaftierten. Neben Gesprächen über die Herkunft und die Biografie der einzelnen Inhaftierten kümmerte sich die in ganz Frankreich tätige Organisation auch um die Vermittlung eines Anwalts und die Bearbeitung von Asylanträgen. Die meisten dieser Anträge wurden vom französischen Staat abgelehnt.
Das Abschiebegefängnis wurde 2007 vom ehemaligen Lager Joffre in die unmittelbare Nähe des Flughafens Perpignan-Rivesaltes verlegt.

### Heute
Das Lagergelände, das sich heute am Rande eines Industrie- und Gewerbegebiets erstreckt, wird heute wieder weitgehend vom französischen Militär genutzt.
Im Jahr 1995 bezogen deutsche Soldaten erstmals Manöverquartiere in verlassenen Gebäuden, als das Eurokorps in der Region eine Übung durchführte.
Das Mémorial du Camp de Rivesaltes, eine von dem bekannten Architekten Rudy Ricciotti entworfene Gedenkstätte, wurde auf einem Teil des Geländes errichtet, um die Geschichte des Lagers zu dokumentieren. Das Projekt wird derzeit von der Region Languedoc-Roussillon unterstützt und wurde am 16. Oktober 2015 um 14:00 Uhr eröffnet.

Neuere Fotos vom Lager und der Gedenkstätte
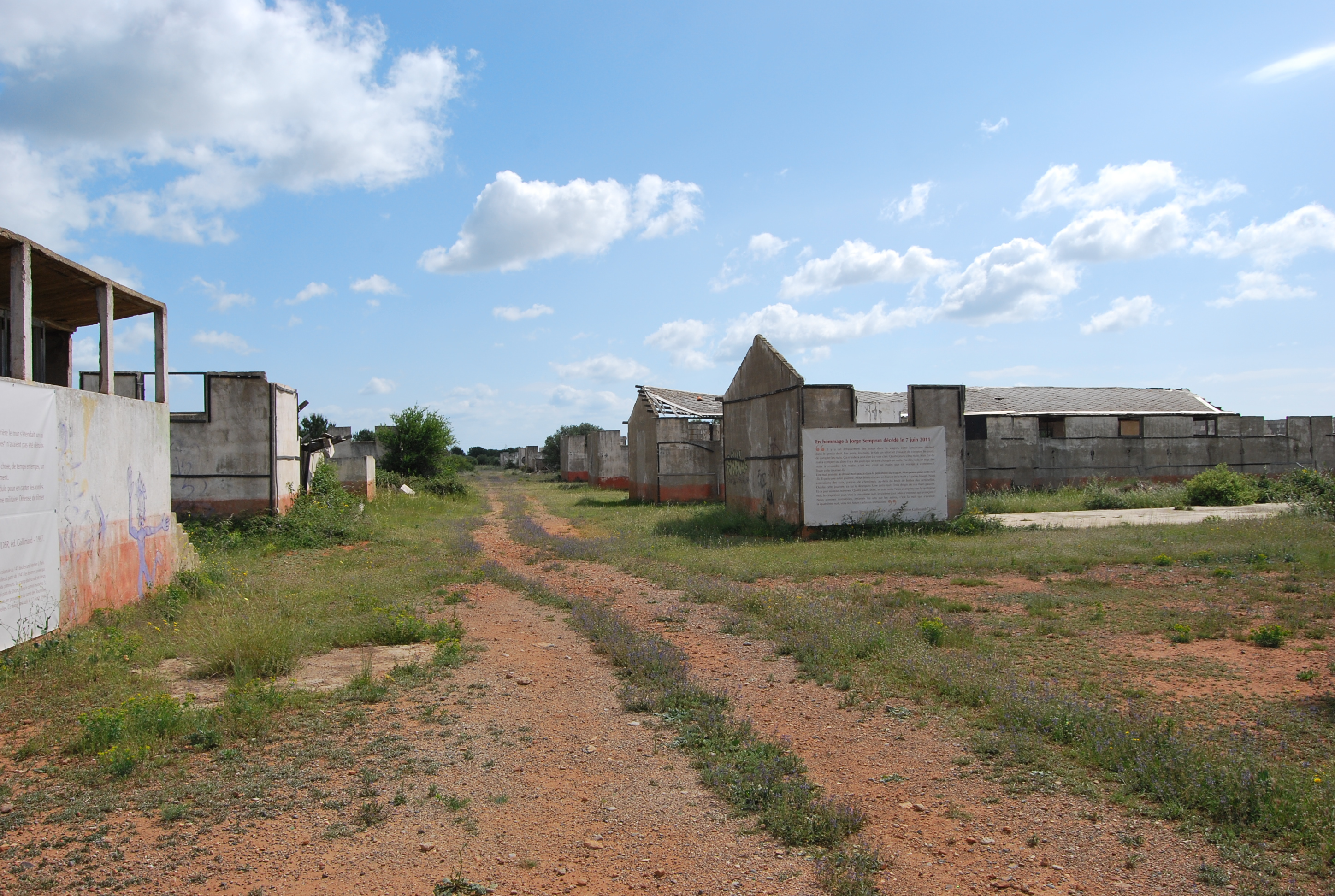
Der Lagerabschnitt F, 2013
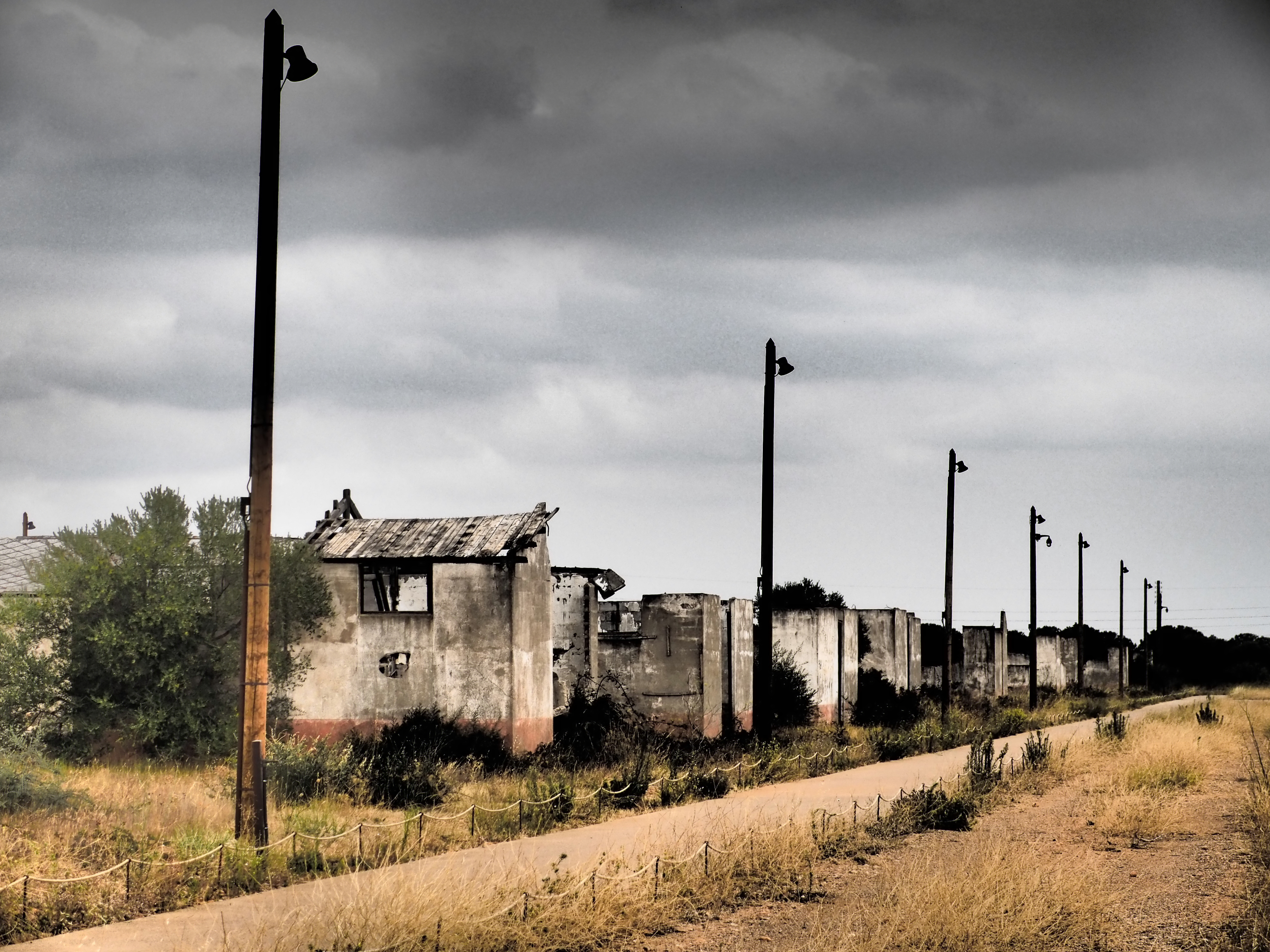
Aufnahme aus dem Jahr 2017
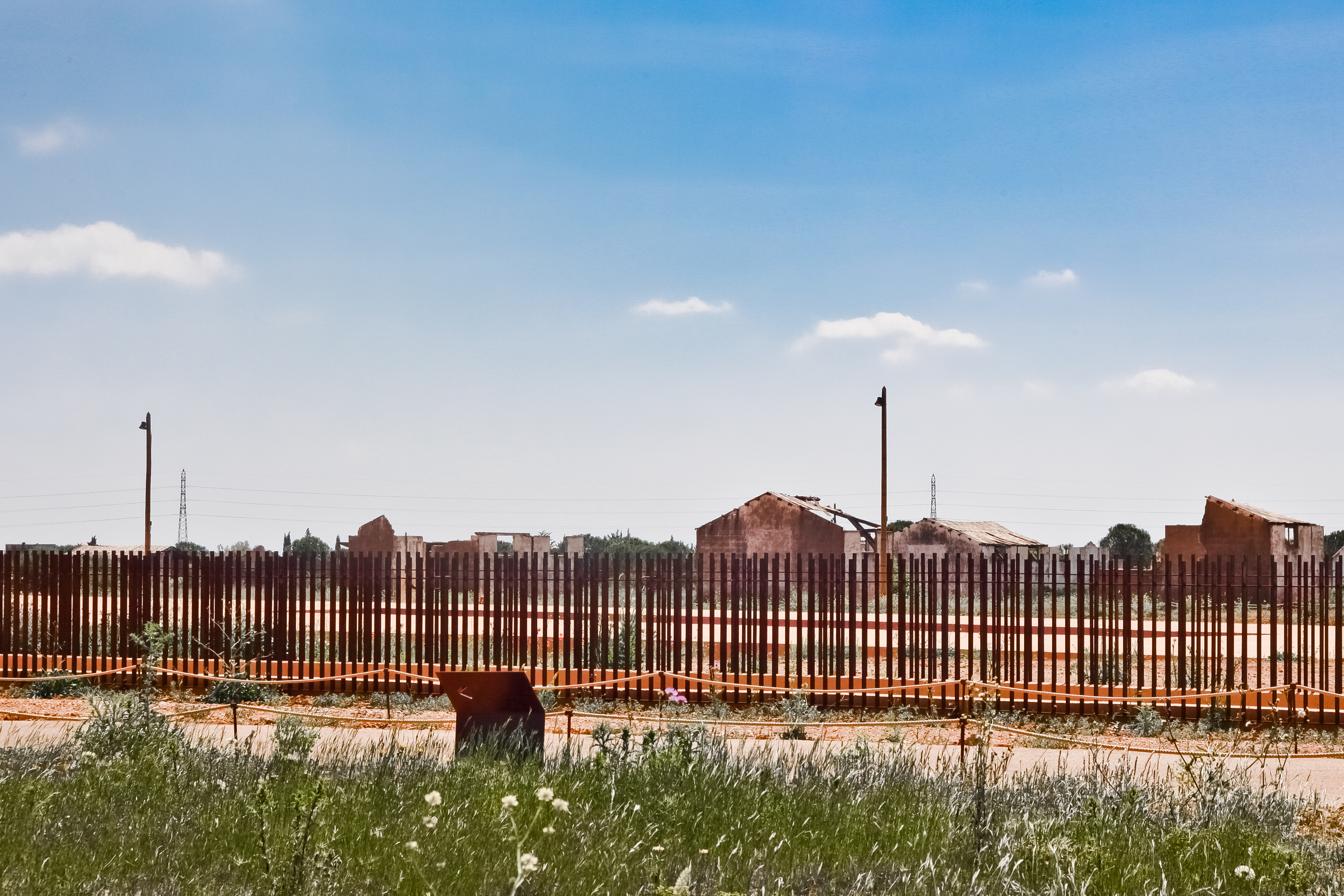
Lager und Gedenkstätte, 2016
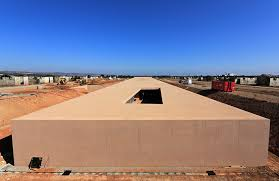
Der Blick auf die Gedenkstätte, 2015
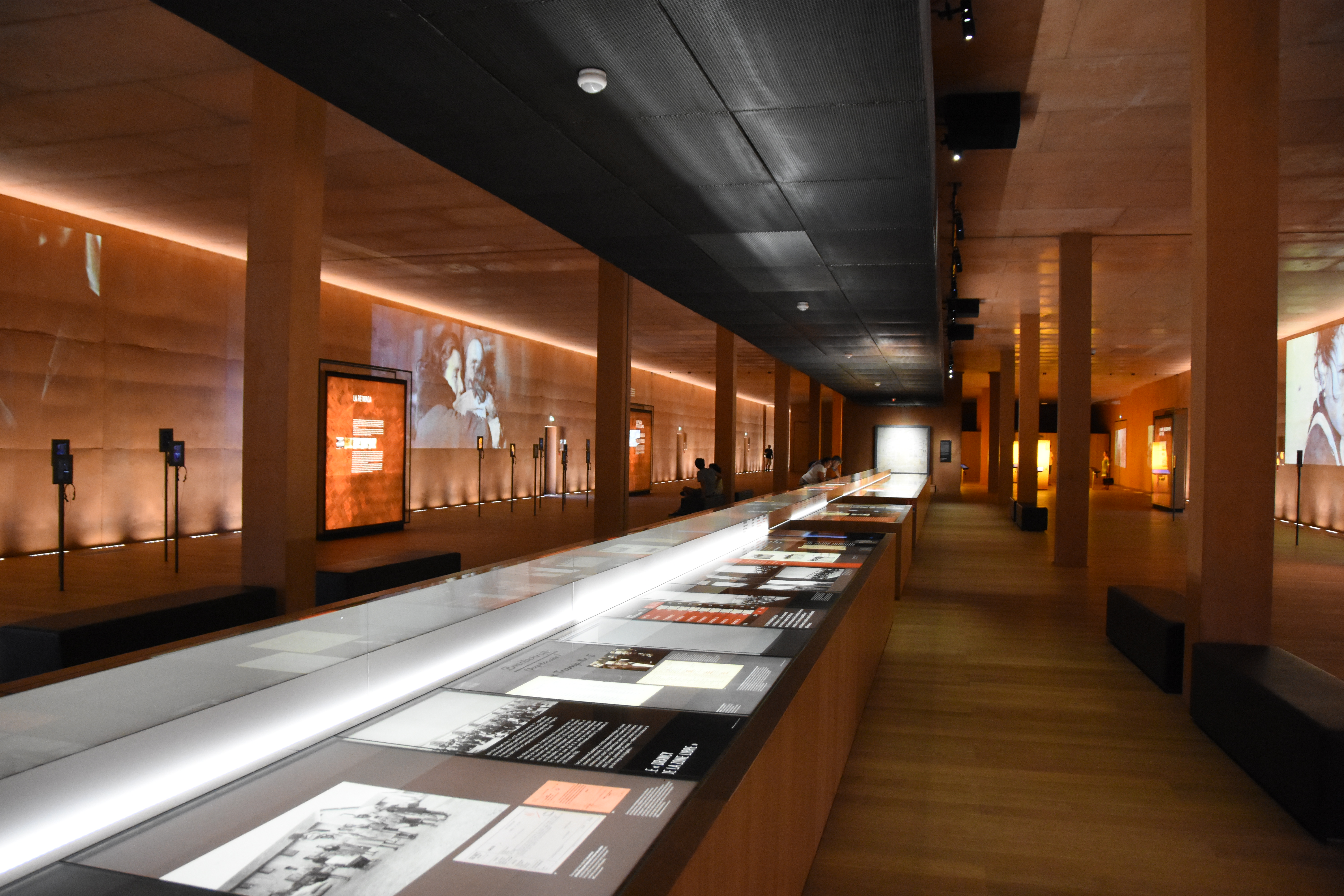
Blick in die Gedenkstätte, 2017
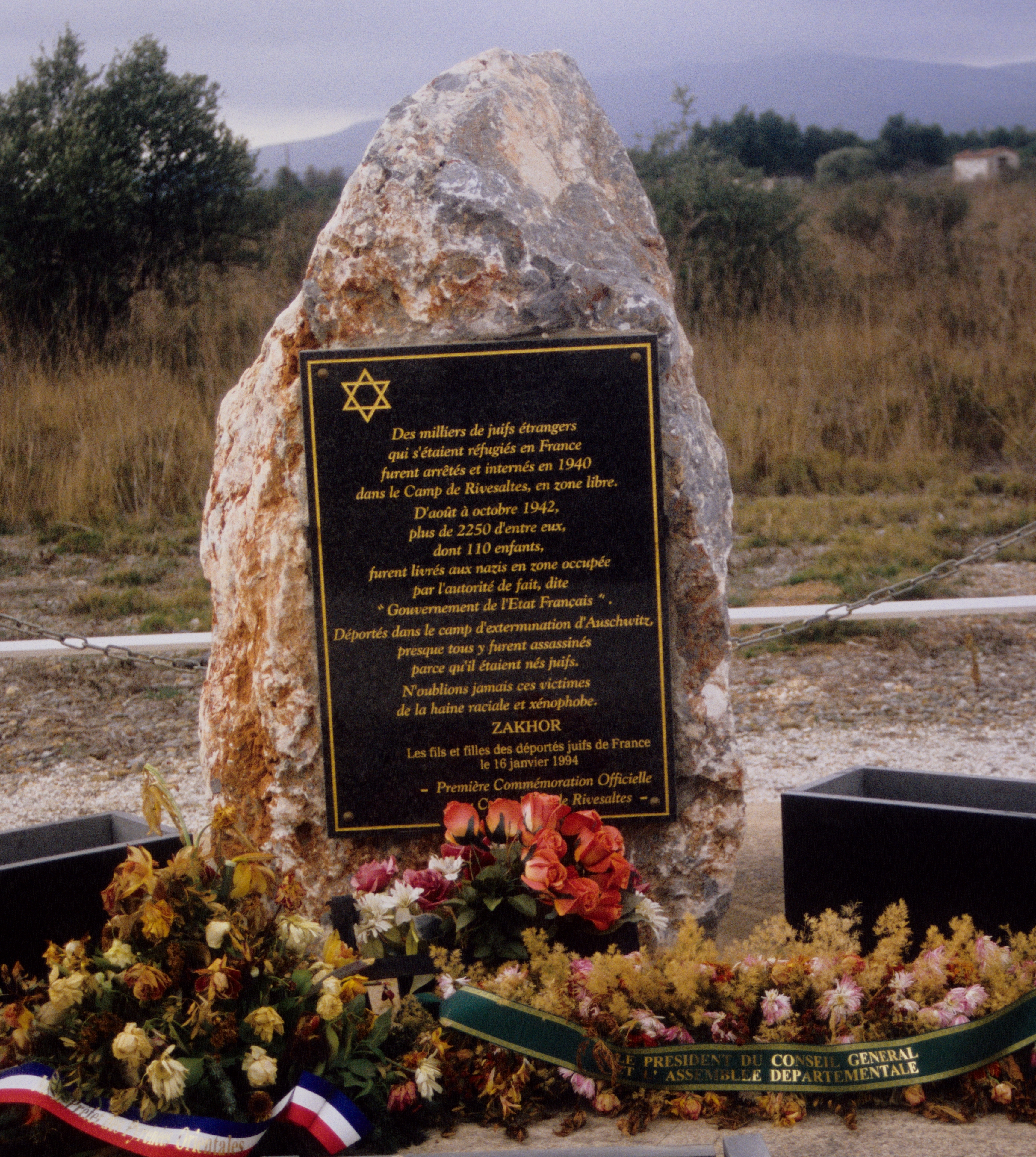
Gedenkstele für die jüdischen Opfer des Lagers, 2008
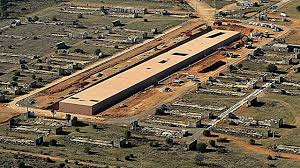
Luftaufnahme des Lagers und der Gedenkstätte, 2015

## Bibliographie
- Roger Barrie: Mémento chronologique du camp de Rivesaltes. Région Languedoc-Roussillon, 2011 * Serge Barba: De la frontière aux barbelés. Editions Trabucaire, Canet 2009, ISBN 2-84974-086-1
- Josep Bartoli: La Retirada: Exode et exil des républicains d'Espagne. Editions Actes sud, Arles 2009, ISBN 2-7427-8040-8
- Friedel Bohny-Reiter: Journal de Rivesaltes : 1941-1942, éd. préparée par Michèle Fleury-Seemuller. Editions Zoé, Carouge-Genève, 1993, Rééd. Zoé-poche, 2010, ISBN 978-2-88907-006-0.
- Anne Boitel: Le Camp de Rivesaltes 1941-1942. Du center d'hébergement au "Drancy de la zone libre". Presses Universitaires de Perpignan – Editions Mare Nostrum, Perpignan 2001, ISBN 2-908476-25-8
- Martine Camiade & Jordi Font (dir.): Déplacements forcés et exils en Europe au XXe siècle: Les conditions de départ et d'accueil: actes du 1er Séminaire transfrontalier. Editions Talaia, Perpignan 2012, ISBN 2-917859-22-9
- Tristan Castanier i Palau: Femmes en exil: mères des camps – Elisabeth Eidenbenz et la maternité suisse d'Elne (1939-1944). Editions Trabucaire, Canet 2008, ISBN 2-84974-074-8
- André Dumas: "Rivesaltes: Criblages". in Jeanne Merle d'Aubigné: Les clandestins de Dieu. Labor et Fides, Genf 1989 * Radoslav Gruev: Construction d'une institution totale. Le camp de Rivesaltes 1941-1942. Mémoire de Master en Sociologie bei Antigone Mouchtouris, UPVD, Perpignan 2008
- Emmanuel Filhol: La mémoire et l'oubli: L'internement des Tsiganes en France (1940-1946). Editions L'Harmattan, Paris 2004, ISBN 2-7475-6202-6
- Mechthild Gilzmer: Camps de femmes. Editions Autrement, Paris 2000, ISBN 2-7467-0028-X
- Radoslav Gruev: Construction d'une institution totale. Le camp de Rivesaltes 1941-1942. Mémoire de Master en Sociologie bei Antigone Mouchtouris, UPVD, Perpignan 2008
- Anne Grynberg: "Les camps de la honte": les internés juifs des camps français 1939-1944. Editions La découverte, Paris 1991, ISBN 2-7071-2030-8
- Raymond Gureme: Interdit aux nomades. Editions Calmann-Levy, Paris 2011, ISBN 2-7021-4221-4
- Serge Klarsfeld: Les transferts de Juifs du camp de Rivesaltes et de la région de Montpellier vers le camp de Drancy en vue de leur déportation: 10 Août 1942 - 6 Août 1944. Association les fils et filles des déportés juifs de France, Paris 1993
- Serge Klarsfeld: La Shoah en France, t. 1 Vichy-Auschwitz, t. 2 und 3 Le calendrier de la déportation des Juifs de France, t.4 Le mémorial des enfants juifs déportés de France. Editions Fayard, Paris 2001, ISBN 2-213-61089-4
- Serge Klarsfeld: Adieu les enfants. Editions Mille et une nuits, Paris 2005, ISBN 2-84205-908-5
- Violette Marcos-Alvarez & Juanito Marcos: Les camps de Rivesaltes: une histoire de l'enfermement: 1935-2007. Nouvelles Editions Loubatières, Portet-sur Garonne 2009, ISBN 2-86266-585-1
- Joël Mettay: L'Archipel du mépris. Histoire du camp de Rivesaltes de 1939 à nos jours. Editions Trabucaire, Canet 2001, ISBN 2-912966-51-5 (Historia)
- Alain Monnier: Rivesaltes, un camp en France. Editions la Louve, Cahors 2008, ISBN 2-916488-18-9
- Abderamen Moumen: Entre histoire et mémoire. Les rapatriés d'Algérie. Dictionnaire bibliographique. Gandini, Nizza 2003, ISBN 2-906431-63-X (Histoire des Temps Coloniaux)
- Henri Parens: Heilung nach dem Holocaust. Memoiren eines Psychoanalytikers, Psychosozial Verlag, Gießen 2017, ISBN 978-3-8379-2731-3
- Henri Parens: Retour à la vie. Editions Tallandier, Paris 2010, ISBN 2-84734-644-9
- Denis Peschanski: La France des camps. L'internement, 1938-1946. Editions Gallimard, Paris 2002, ISBN 2-07-073138-3, (La Suite des temps), (Zugleich: Paris, Univ., Diss., 2000: Les camps français d'internement (1938-1946).)
- Denis Peschanski: Les tsiganes en France: 1939-1946. CNRS Editions, Paris 1994, ISBN 2-271-07021-X
- Vivette Samuel: Sauver les enfants. Editions Liana Levi, Paris 1995, ISBN 2-86746-125-1
- Paul Sauer: Die Schicksale der jüdischen Bürger in Baden-Württemberg während der nationalsozialistischen Verfolgungszeit 1933-1945. W. Kohlhammer, Stuttgart 1969
- Gerhard J. Teschner: Die Deportation der badischen und saarpfälzischen Juden am 22. Oktober 1940. Peter Lang, Frankfurt/Bern 2002, ISBN 3-631-39509-4
- Gregory Tuban: Les séquestrés de Collioure. Editions Mare Nostrum, Perpignan 2003, ISBN 2-908476-31-2
- Erhard R. Wiehn: Oktoberdeportation 1940. Die sogenannte 'Abschiebung' der badischen und saarpfälzischen Juden in das französische Internierungslager Gurs als Vorstation von Auschwitz. Zum Gedenken an 50 Jahre danach. Hartung-Gorre, Konstanz 1990, ISBN 3-89191-332-X
- Frédérick Wies: Destination Rivesaltes – Histoire de l'expulsion des Juifs de Sarre et de leur internement au camp de Rivesaltes: 22 octobre 1940 - 5 octobre 1942. Mémoire de Master franco-allemand, N. Marty & J.-M. Goger (dir.), 2 Bände, UPVD, Perpignan 2009

## Filmografie
- Denis Peschanski & Jorge Amat: La France des camps. 1938-1946. Compagnie des phrases et balises, CNRS Images, Conseil Général des Pyrénées-Orientales, Paris/Perpignan 2010 (85 Minuten)
- Jacqueline Veuve: Journal de Rivesaltes 1941–1942. Aquarius Film Production, VPS prod, Lausanne/Perpignan 1997 (77 Minuten)

## Einzelne Referenzen
1. ↑  Anne Boitel: Le camp de Rivesaltes 1941-1942: Du center d'hébergement au " Drancy de la zone libre ". Perpignan: PUP, Mare Nostrum, 2000, S. 25
2. ↑  Anne Boitel: Le camp de Rivesaltes 1941-1942: Du center d'hébergement au " Drancy de la zone libre ". Perpignan: PUP, Mare Nostrum, 2000, S. 265
3. ↑  Violette Marcos-Alvarez & Juanito Marcos: Les camps de Rivesaltes: une histoire de l'enfermement, 1935-2007. Portet-sur-Garonne: Loubatières, 2009, S. 90.
4. ↑  Roger Barrié: Mémento chronologique du camp de Rivesaltes, 1923-1965. Perpignan: Mémorial du camp de Rivesaltes, 2011, S. 11
5. ↑  Roger Barrié: Mémento chronologique du camp de Rivesaltes, 1923-1965. Perpignan: Mémorial du camp de Rivesaltes, 2011, S. 27
6. ↑  Roger Barrié: Mémento chronologique du camp de Rivesaltes, 1923-1965. Perpignan: Mémorial du camp de Rivesaltes, 2011, S. 29
7. 1 2  Frédérick Wies: "Les juifs de Sarre sous l'emprise totalitaire: Une esquisse de l'exode de 1935-1936 et du refoulement du 22 octobre 1940". Dans M. Camiade & J. Font (dir.): Déplacements forcés et exils en Europe au XXe siècle: Les conditions de départ et d'accueil: actes du 1er Séminaire transfrontalier. Perpignan: Talaia, 2012, S. 127
8. ↑  Gerhard J. Teschner: Die Deportation der badischen und saarpfälzischen Juden am 22. Oktober 1940. Frankfurt, Bern: Peter Lang, 2002, S. 107
9. ↑  Claude Laharie: Le camp de Gurs 1939-1945: un aspect méconnu de l'histoire de Vichy. Paris: J&D, 1993, S. 167.
10. 1 2 3  Frédérick Wies: "Les juifs de Sarre sous l'emprise totalitaire: Une esquisse de l'exode de 1935-1936 et du refoulement du 22 octobre 1940 ". Dans M. Camiade & J. Font (dir.): Déplacements forcés et exils en Europe au XXe siècle: Les conditions de départ et d'accueil: actes du 1er Séminaire transfrontalier. Perpignan: Talaia, 2012, S. 128
11. ↑  Anne Boitel: Le camp de Rivesaltes 1941-1942: Du center d'hébergement au " Drancy de la zone libre ". Perpignan: PUP, Mare Nostrum, 2000, S. 33.
12. ↑  Frédérick Wies: " Les juifs de Sarre sous l'emprise totalitaire: Une esquisse de l'exode de 1935-1936 et du refoulement du 22 octobre 1940 ". Dans M. Camiade & J. Font (dir.): Déplacements forcés et exils en Europe au XXe siècle: Les conditions de départ et d'accueil: actes du 1er Séminaire transfrontalier. Perpignan: Talaia, 2012, S. 129.
13. ↑  Frédérick Wies: "Les juifs de Sarre sous l'emprise totalitaire: Une esquisse de l'exode de 1935-1936 et du refoulement du 22 octobre 1940 ". Dans M. Camiade & J. Font (dir.): Déplacements forcés et exils en Europe au XXe siècle: Les conditions de départ et d'accueil: actes du 1er Séminaire transfrontalier. Perpignan: Talaia, 2012, S. 130
14. ↑  Friedel Bohny-Reiter: Journal de Rivesaltes 1941-1942. Genève: Zoé, 1993, S. 5
15. ↑  Frédérick Wies: " Les juifs de Sarre sous l'emprise totalitaire: Une esquisse de l'exode de 1935-1936 et du refoulement du 22 octobre 1940 ". Dans M. Camiade & J. Font (dir.): Déplacements forcés et exils en Europe au XXe siècle: Les conditions de départ et d'accueil: actes du 1er Séminaire transfrontalier. Perpignan: Talaia, 2012, S. 131
16. 1 2  Frédérick Wies: "Les juifs de Sarre sous l'emprise totalitaire: Une esquisse de l'exode de 1935-1936 et du refoulement du 22 octobre 1940 ". Dans M. Camiade & J. Font (dir.): Déplacements forcés et exils en Europe au XXe siècle: Les conditions de départ et d'accueil: actes du 1er Séminaire transfrontalier. Perpignan: Talaia, 2012, S. 132
17. ↑  Frédérick Wies: "Les juifs de Sarre sous l'emprise totalitaire: Une esquisse de l'exode de 1935-1936 et du refoulement du 22 octobre 1940 ". Dans M. Camiade & J. Font (dir.): Déplacements forcés et exils en Europe au XXe siècle: Les conditions de départ et d'accueil: actes du 1er Séminaire transfrontalier. Perpignan: Talaia, 2012, S. 134
18. ↑  Andreas Schuler: "Eines Nachts war es dann soweit". In: Südkurier vom 14. Juli 2017, S. 19.
19. ↑  Kathrin Massar: "Fast frei zu sein ist etwas Wunderbares".Die Geschichte von Ursel Bud in der französischen Internierung, Hentrich & Hentrich, Berlin 2022, ISBN 978-3-95565-516-7
20. ↑  Christian Xancho: Le Mediterranean Coastal Front. Thèse de Doctorat, 2 tomes. Perpignan: UPVD, 2008.
21. ↑  Roger Barrié: Mémento chronologique du camp de Rivesaltes, 1923-1965. Perpignan: Mémorial du camp de Rivesaltes, 2011, S. 55
22. ↑  Roger Barrié: Mémento chronologique du camp de Rivesaltes, 1923-1965. Perpignan: Mémorial du camp de Rivesaltes, 2011, S. 57
23. ↑  Roger Barrié: Mémento chronologique du camp de Rivesaltes, 1923-1965. Perpignan: Mémorial du camp de Rivesaltes, 2011, S. 59
24. ↑  Roger Barrié: Mémento chronologique du camp de Rivesaltes, 1923-1965. Perpignan: Mémorial du camp de Rivesaltes, 2011, S. 61
25. ↑  Roger Barrié: Mémento chronologique du camp de Rivesaltes, 1923-1965. Perpignan: Mémorial du camp de Rivesaltes, 2011, S. 63
26. ↑  Roger Barrié: Mémento chronologique du camp de Rivesaltes, 1923-1965. Perpignan: Mémorial du camp de Rivesaltes, 2011, S. 63
27. ↑  Violette Marcos-Alvarez & Juanito Marcos: Les camps de Rivesaltes: une histoire de l'enfermement, 1935-2007. Portet-sur-Garonne: Loubatières, 2009, S. 117
28. ↑  Général Buisson: Historique du Service des Prisonniers de Guerre de l'Axe. S. 40.
29. 1 2  Violette Marcos-Alvarez & Juanito Marcos: Les camps de Rivesaltes: une histoire de l'enfermement, 1935-2007. Portet-sur-Garonne: Loubatières, 2009, S. 118
30. 1 2  Violette Marcos-Alvarez & Juanito Marcos: Les camps de Rivesaltes: une histoire de l'enfermement, 1935-2007. Portet-sur-Garonne: Loubatières, 2009, S. 119
31. ↑  Violette Marcos-Alvarez & Juanito Marcos: Les camps de Rivesaltes: une histoire de l'enfermement, 1935-2007. Portet-sur-Garonne: Loubatières, 2009, S. 120
32. ↑  Abderhamen Moumen: "De l'Algérie au camp de Rivesaltes: les conditions de départ et d'accueil des Harkis en 1962". Dans M. Camiade & J. Font (dir.): Déplacements forcés et exils en Europe au XXe siècle: Les conditions de départ et d'accueil: actes du 1er Séminaire transfrontalier. Perpignan: Talaia, 2012, S. 173
33. ↑  Abderhamen Moumen: "De l'Algérie au camp de Rivesaltes: les conditions de départ et d'accueil des Harkis en 1962 ". Dans M. Camiade & J. Font (dir.): Déplacements forcés et exils en Europe au XXe siècle: Les conditions de départ et d'accueil: actes du 1er Séminaire transfrontalier. Perpignan: Talaia, 2012, S. 171
34. ↑  Fatima Besnaci-Lancou & Abderhamen Moumen: Les Harkis. Paris: le Cavalier bleu, 2008, S. 29.
35. ↑  Abderhamen Moumen: "De l'Algérie au camp de Rivesaltes: les conditions de départ et d'accueil des Harkis en 1962 ". Dans M. Camiade & J. Font (dir.): Déplacements forcés et exils en Europe au XXe siècle: Les conditions de départ et d'accueil: actes du 1er Séminaire transfrontalier. Perpignan: Talaia, 2012, S. 173
36. ↑  Fatima Besnaci-Lancou & Abderhamen Moumen: Les Harkis. Paris: le Cavalier bleu, 2008, S. 57
37. ↑  Abderhamen Moumen: "De l'Algérie au camp de Rivesaltes: les conditions de départ et d'accueil des Harkis en 1962 ". Dans M. Camiade & J. Font (dir.): Déplacements forcés et exils en Europe au XXe siècle: Les conditions de départ et d'accueil: actes du 1er Séminaire transfrontalier. Perpignan: Talaia, 2012, S. 176
38. ↑  Fatima Besnaci-Lancou & Abderhamen Moumen: Les Harkis. Paris: le Cavalier bleu, 2008, S. 57
39. ↑  ldh-toulon.net: Inauguration d'une stèle en mémoire de tous ceux qui onté été "retenus" au CRA de Rivesaltes (Memento vom 19. April 2013 im Internet Archive)
40. ↑  ldh-toulon.net: La rétention administrative à Perpignan: témoignages (Memento vom 19. April 2013 im Internet Archive)

Koordinaten: 42° 48′ 2,9″ N, 2° 52′ 13,3″ O